# 구노헤촌
구노헤촌(일본어: 九戸村)은 일본 이와테현 북부에 있는 구노헤군의 촌이다.

## 역사
- 1955년 4월 1일 - 도다촌, 이보나이촌, 에사시카촌이 합병해 구노헤촌이 성립하였다.

## 인구
| 연도 | 인구  | ±%     |
| ---- | ----- | ------ |
| 1920 | 6,322 | —      |
| 1930 | 6,934 | +9.7%  |
| 1940 | 7,693 | +10.9% |
| 1950 | 9,120 | +18.5% |
| 1960 | 9,925 | +8.8%  |
| 1970 | 8,775 | −11.6% |
| 1980 | 8,496 | −3.2%  |
| 1990 | 7,985 | −6.0%  |
| 2000 | 7,324 | −8.3%  |
| 2010 | 6,510 | −11.1% |

## 교통

### 도로
- 하치노헤 자동차도
- 국도 340호선